# Бече (Бјела)
Бече је насеље у Италији у округу Бијела, региону Пијемонт.
Према процени из 2011. у насељу је живело 40 становника. Насеље се налази на надморској висини од 321 м.